# Ugo de Toscana
Ugo sau Hugo, supranumit cel Mare (în franceză Hugues) (n.c. 950–d. 21 decembrie 1001, Pistoia) a fost margraf de Toscana de la 961 până la moarte și duce de Spoleto și Camerino între 989 și 996.

## Biografie
Ugo făcea parte din familia Bosonizilor, fiind fiul și succesorul margrafului Umberto de Toscana, care fusese pentru scurt timp și duce de Spoleto, cu Willa, o fiică a ducelui Bonifaciu I de Spoleto. La rândul său, a fost căsătorit cu Judith, cu care a avut o fiică numită Willa.
După ce a moștenit Marca de Toscana de la tatăl său, în 989 a devenit și duce de Spoleto. Însă împăratul Otto al III-lea a devenit suspicios față de adunarea în mâinile aceluiași om a întregii puteri din Italia centrală, drept pentru care l-a depus pe Ugo din Spoleto, unde l-a înscăunat pe Conrad de Urslingen. În 31 iulie 1001 împăratul a oferit câteva privilegii margrafului Ulric Manfred al II-lea de Torino, la cererea unui Hugonis marchionis, care poate fi identificat cu Ugo "cel Mare".
Ultima parte a lungii domnii a lui Ugo în Toscana a fost dedicată înzestrării ctitoriilor religioase. Aceste donații au fost confirmate de mulți alți guvernanți vreme de peste un secol de la moartea lui Ugo. El a murit la Pistoia și înmormântat la Florența. Viața lui a fost înconjurată de numeroase legende și a fost subiectul operei lui Placido Puccinelli, Istoria delle eroiche azioni di Ugo il Grande, unde Ugo apare ca model de principe moral și pios.